# Nicolás Echevarría
Nicolás Echevarría (* 8. August 1947 in Tepic, Nayarit, Mexiko) ist ein mexikanischer Filmregisseur.

## Leben und Werk
Nach einem Studium der Malerei und der Architektur in Guadalajara, begann er 1969 ein Musikstudium in Mexiko-Stadt. Nach dem Massaker von Tlatelolco begann er in den 1970er Jahren, Filme zu drehen. Mit seinen Dokumentarfilmen wurde er in Mexiko bekannt. Sein Spielfilm-Debüt Cabeza de Vaca (1990) über den gleichnamigen Konquistador Cabeza de Vaca erregte großes Aufsehen und machte ihn weltweit bekannt. Mit diesem Werk setzte Echevarría neue Maßstäbe für die im Film dargestellte Kolonialgeschichte Mexikos. Seine filmische Arbeit ist gekennzeichnet vom stimmigen Schnitt und Montagerhythmus. In seinen Dokumentarfilmen verzichtet er oft ganz auf einen Kommentar und lässt die Bilder für sich selbst sprechen.
Ab 1983 drehte er in den USA gemeinsam mit Alan Lomax die fünfteilige Fernsehserie American Patchwork Project.
Im Jahre 2001 drehte er seinen zweiten Spielfilm Vivir mata, nach einem Drehbuch von Juan Villoro. Mangels finanzieller Förderer arbeitet er heute hauptsächlich für das mexikanische Fernsehen.

## Filmografie (Auswahl)
- 1978: María Sabina: mujer espíritu
- 1980: Poetas campesinos
- 1981: Niño Fidencio, el taumaturgo de Espinoza
- 1990: Cabeza de Vaca
- 2001: Vivir mata
- 2014: Eco de la Montaña – gezeigt am 7. Februar 2015 auf der Berlinale